# Виневитино
Виневитино — железнодорожная станция (населённый пункт) в Надеждинском районе Приморского края, входит в состав Раздольненского сельского поселения.

## Этимология
Населённый пункт назван в честь Героя Советского Союза Василия Михайловича Виневитина (1913—1938).

## География
Населённый пункт находится в пойме реки Раздольная, недалеко от её впадения в Амурский залив, на расстоянии 25 км от села Вольно-Надеждинское, административного центра района, и 35 км от города Владивосток, административного центра края.

## История
В 2002—2011 годах населённый пункт носил название Веневитиново.

## Население
| 2002 | 2005 | 2008 | 2010 |
| ---- | ---- | ---- | ---- |
| 87   | ↘85  | ↘81  | ↘75  |

## Улицы
В населённом пункте имеются две улицы: Верхняя и Железнодорожная.

## Транспорт
В населённом пункте находится одноимённая железнодорожная станция на линии Барановский — Хасан.